# أمين تيغزوي
أمين تيغازوي (بالفرنسية: Amin Tighazoui)‏ هو لاعب كرة قدم مغربي من مواليد 20 أبريل 1989، يشغل مركز وسط ميدان بنادي الوداد البيضاوي.

## مسيرته
سبق أن شارك في مباراة في الدوري الأوروبي مع نادي فادوتس.
وسجل تسعة أهداف في البطولة الوطنية المغربية خلال موسم 2016–17 مع نادي أولمبيك خريبكة.
كما سجل هدف الفوزر بلقب كأس السوبر الأفريقي 2018 مع فريقه الوداد البيضاوي أمام تي بي مازيمبي الكونغولي.

## إنجازاته
نادي فادوتس :
- دوري التحدي السويسري
  - البطولة: 2014

 الوداد البيضاوي :
- كأس السوبر الأفريقي
  - اللقب سنة: 2018

## روابط خارجية
- أمين تيغازوي على موقع الاتحاد الدولي (مؤرشف)  (الإنجليزية)
- أمين تيغازوي على موقع قاعدة بيانات كرة القدم.إي يو (الإنجليزية)
- أمين تيغازوي على موقع عالم كرة القدم.نت (الإنجليزية)

- Amin Tighazoui at Elite Football
- Amin Tighazoui at Footballdatabase